# Kwintus Cecyliusz Metellus Kreteński
Quintus Metellus Creticus (ur. przed 114 p.n.e., zm. ok. 55 p.n.e.) – członek wpływowego plebejskiego rodu rzymskiego Cecyliuszy, syn Gajusza Cecyliusza Metellusa Kaprariusza, konsula w 113 p.n.e.
Pretor w 74 p.n.e.; od 73 p.n.e. był członkiem kolegium pontyfików; w 69 p.n.e. został konsulem razem z Hortensjuszem, słynnym mówcą. Jako prokonsularny przydział otrzymał Kretę, opanowaną wówczas przez piratów i Achaję. Gdy opanował prawie całą wyspę, piraci próbowali poddać się Pompejuszowi, który wówczas uzyskał władzę nad całym Morzem Śródziemnym do walki z piratami. Choć prowadziło to do konfliktu z Pompejuszem, Kretikus nie zgodził się na przyjęcie kapitulacji miast kreteńskich przez Pompejusza i sam zdobył resztę wyspy. Został ogłoszony przez swoich żołnierzy imperatorem. W 66 p.n.e. przekształcił Kretę w prowincję rzymską. Po powrocie z Krety w 65 czekał pod Rzymem aż do maja 62 p.n.e. w oczekiwaniu na odbycie triumfu, przeprowadzeniu którego przeciwstawiali się w senacie stronnicy Pompejusza. W 63 p.n.e. brał udział tłumieniu rozruchów w Apulii wywoływanych przez agentów Katyliny. W 60 p.n.e. w randze legata posłował do plemion galijskich.